# Grandcourt, Seine-Maritime

Grandcourt este o comună în departamentul Seine-Maritime, Franța. În 1 ianuarie 2022 avea o populație de 295 de locuitori.